# Fronteira Benim–Burquina Fasso
A fronteira entre Benim e Burquina Fasso é a linha que limita os territórios de Benim e Burquina Fasso.
Há tensões entre os dois países por desacordo quanto ao traçado preciso da fronteira, sobretudo em relação à localidade de Koalou e proximidades, numa zona com área total de 68 km². Na época colonial, a fronteira foi estabelecida pelo  rio Pendjari, em virtude de um decreto de 22 de julho de 1914; mas em 1938, a administração colonial atribuiu ao Benim a vila de Koalou, situada na margem oposta do rio, então na colónia do Alto Volta (atual Burquina Fasso). Houve incidentes regulares - especialmente conflitos de competências entre as administrações beninesas e altovoltenses.